# 김용국 (조선귀족)
김용국(金容國, 일본식 이름: 光山宇顯미쓰야마 이에아키, 1920년 8월 10일 ~ ?)은 일제강점기의 조선귀족이다. 본관은 광산, 본적은 서울특별시 종로구 체부동이다. 남작 김영철의 손자이자, 남작 김영수의 장남이다. 다른 이름으로 김우현(金宇顯)이 있다.

## 생애
1943년 12월 28일 자신의 아버지였던 김영수가 받은 남작 작위를 승계받았으며, 일본 정부로부터 종5위에 서위되었다.
친일반민족행위진상규명위원회가 발표한 친일반민족행위 705인 명단에 포함되었다.

## 참고 자료
- 친일반민족행위진상규명위원회 (2009). 〈김용국 (金容國)〉. 《친일반민족행위진상규명 보고서 Ⅳ-3》. 서울. 523~524쪽.